# Aeroporto Internazionale di Riad-Re Khalid
L'Aeroporto Internazionale di Riad-Re Khalid (in arabo مطار الملك خالد الدولي‎?, Maṭār al-malik Khālid al-Duwalī) (IATA: RUH, ICAO: OERK), commercialmente noto come King Khaled International Airport, è un aeroporto situato a 35 km a nord di Riad, in Arabia Saudita. La struttura è intitolata a Khalid dell'Arabia Saudita (1913-1982), quarto Re del moderno regno dell'Arabia Saudita.
È uno dei siti indicati per l'atterraggio di emergenza dello Space Shuttle in caso di interruzione repentina della missione.

## Storia
Dall'agosto 1990 al maggio 1991, la United States Air Force ha temporaneamente trasformato l'aeroporto in una base aerea per le operazioni di rifornimento aereo durante la Guerra del Golfo. Le famiglie dei lavoratori dell'aeroporto vivono vicino ad esso.